# Italienischer Adel
Als italienischen Adel bezeichnet man den Adel in Italien. Der Begriff entstand allerdings erst im Königreich Italien (1861–1946). Aufgrund der Territorialisierung Italiens hatte der dortige Adel in den Jahrhunderten zuvor sehr unterschiedliche Entwicklungen genommen. Mit dem Ende der Monarchie wurden die Adelstitel in Italien 1946 abgeschafft.
Der italienische Adel war vielfach anders strukturiert als etwa der französische oder der deutsche Adel. Da sich in Italien das mittelalterliche Lehns- und Erbrecht vom fränkischen erheblich unterschied, nahm der dortige Adel vom Mittelalter bis zur Neuzeit eine andere Entwicklung, die auch regional sehr verschieden verlief, da es einen Gesamtstaat oder eine Nation noch nicht gab. Die wirtschaftlichen, sozialen und politischen Verhältnisse waren im Süden der Halbinsel, der vom Einfluss des Byzantinischen Reichs, der normannischen Eroberung Süditaliens sowie der später dort regierenden spanischen Königshäuser geprägt war, ganz anders als im Kirchenstaat oder in Oberitalien, wo die vom Handel geprägten lombardischen Stadtstaaten sowie die Republik Venedig völlig eigenständige Entwicklungen durchliefen. Die Regierungssysteme beruhten in letzteren Gebieten teils noch auf spätantiken Strukturen, die sich grundlegend vom Feudalismus in Nord- und Westeuropa unterschieden: Die Italienpolitik Kaiser Friedrichs I. Barbarossa scheiterte wesentlich daran, dass er versuchte, in italienischen Stadtstaaten die Lehensverhältnisse einzuführen.

## Entwicklung
Der italienische Landadel entstand zwar, wie der Nord- und Westeuropas, aus dem mittelalterlichen Lehnswesen, unterlag aber in Nord- und Süditalien unterschiedlichen Gesetzmäßigkeiten. Eine ganz eigene Entwicklung nahm demgegenüber die starke Klasse des Stadtadels, der führenden Familien in den Kommunen, die sich teils aus Kaufmanns- teils aus zu Kaufleuten gewordenen ursprünglichen Rittergeschlechtern zusammensetzte.

Königreich Italien (781–1014)

Infolge der Völkerwanderung und dem durch sie bewirkten Untergang des Weströmischen Reichs hatte sich im Frühmittelalter die Territorialisierung in Italien entwickelt. In der Nachfolge von Langobardenreich, Karolingerreich und lokalen Herrschern (Nationalkönigen) verband Kaiser Otto I. ab 951 das Ostfrankenreich mit dem italischen Königreich (regnum Italiae). Damit wurden die oberitalienischen Territorien zu Fahnlehen des Heiligen Römischen Reiches und wurden als Reichsitalien bezeichnet.
Die in Oberitalien herrschenden Adelshäuser standen zu dieser Zeit in relativ lockerer Verbindung zum Kaiser. Es waren dies die Arduine in den Markgrafschaften Turin und Susa, die Markgrafen von Ivrea, die Aleramiden, die Obertenghi, verschiedene Grafen in Trient und Friaul, die Markgrafen von Verona, die Grafen von Canossa in der Emilia-Romagna, die Bonifacier und Bosoniden in der Markgrafschaft Tuscien und die Herzöge von Spoleto. Diese mächtigen Dynastengeschlechter erloschen aber großenteils früh oder ihre Nachkommen splitterten sich in kleinere Landadelsgeschlechter auf, wie etwa die zahlreichen Zweige der Malaspina in Ligurien. Die vom Frühmittelalter bis ins Hochmittelalter noch bestehenden größeren feudalen Territorien, wie die Markgrafschaft Tuscien, zerfielen mit dem Aussterben der sie regierenden Geschlechter; bis in die Neuzeit konnte sich von den frühesten kaiserlichen Vasallen nur die Familie Este in Modena halten. So verschwanden viele mächtige Lehnsherren, wodurch auch die strengen Regeln des Lehnsrechts aufweichten.
Bestimmend für die Entwicklung des norditalienischen Adels seit dem Hochmittelalter wurde die Kommune. Bereits ab dem 10. Jahrhundert entstanden in Norditalien aus antiken Siedlungen entlang altrömischer Transitwege zahlreiche wachsende Stadtgemeinden, die durch die Reis- und Getreideproduktion in der fruchtbaren Poebene, durch den Ost-West-Handel zwischen Adria und Mittelmeer über die Schifffahrt auf dem Po sowie durch den Alpentransitverkehr rasch an Wohlstand gewannen. Sie begannen seit der Wende zum 11. Jahrhundert politisch eigenmächtig zu handeln und sich von Kaiser und Markgrafen zu emanzipieren (siehe: Wirtschaft Italiens im Hochmittelalter).
Der kleine oberitalienische Landadel, der bislang Ministerialendienst auf den Burgen oder Festen Häusern seiner Lehnsherren tat und von Anteilen der erhobenen Zolleinnahmen sowie den eher bescheidenen Abgaben der Leibeigenen, Hörigen und Hintersassen gelebt hatte, fühlte sich durch die Wohlstandsquelle des städtischen Fernhandels angezogen, siedelte schon früh (seit dem 11. Jahrhundert) in die Städte über und begann, sich ebenfalls kommerziell zu betätigen und Handelshäuser oder Bankgeschäfte aufzubauen.

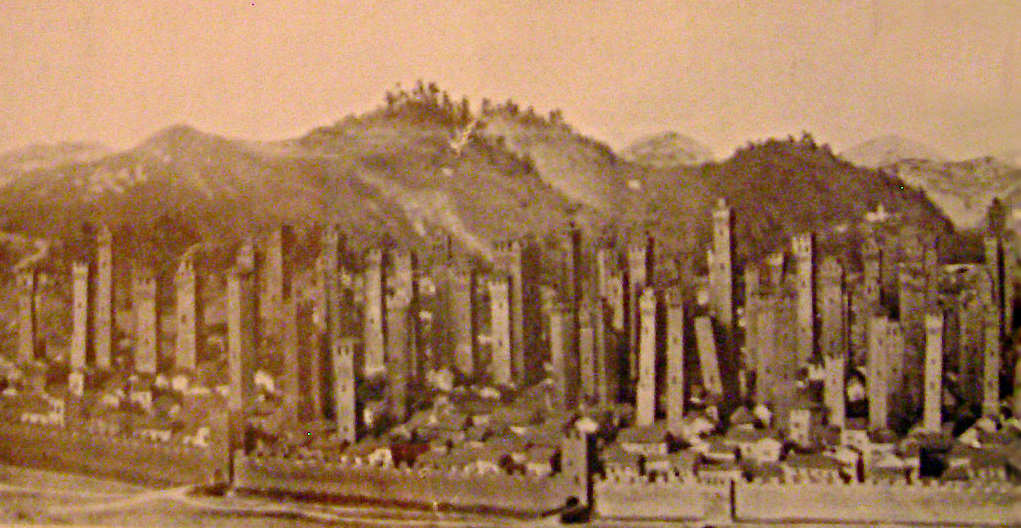
Bologna um 1200 mit rund 180 Geschlechtertürmen (Darstellung von 1917)

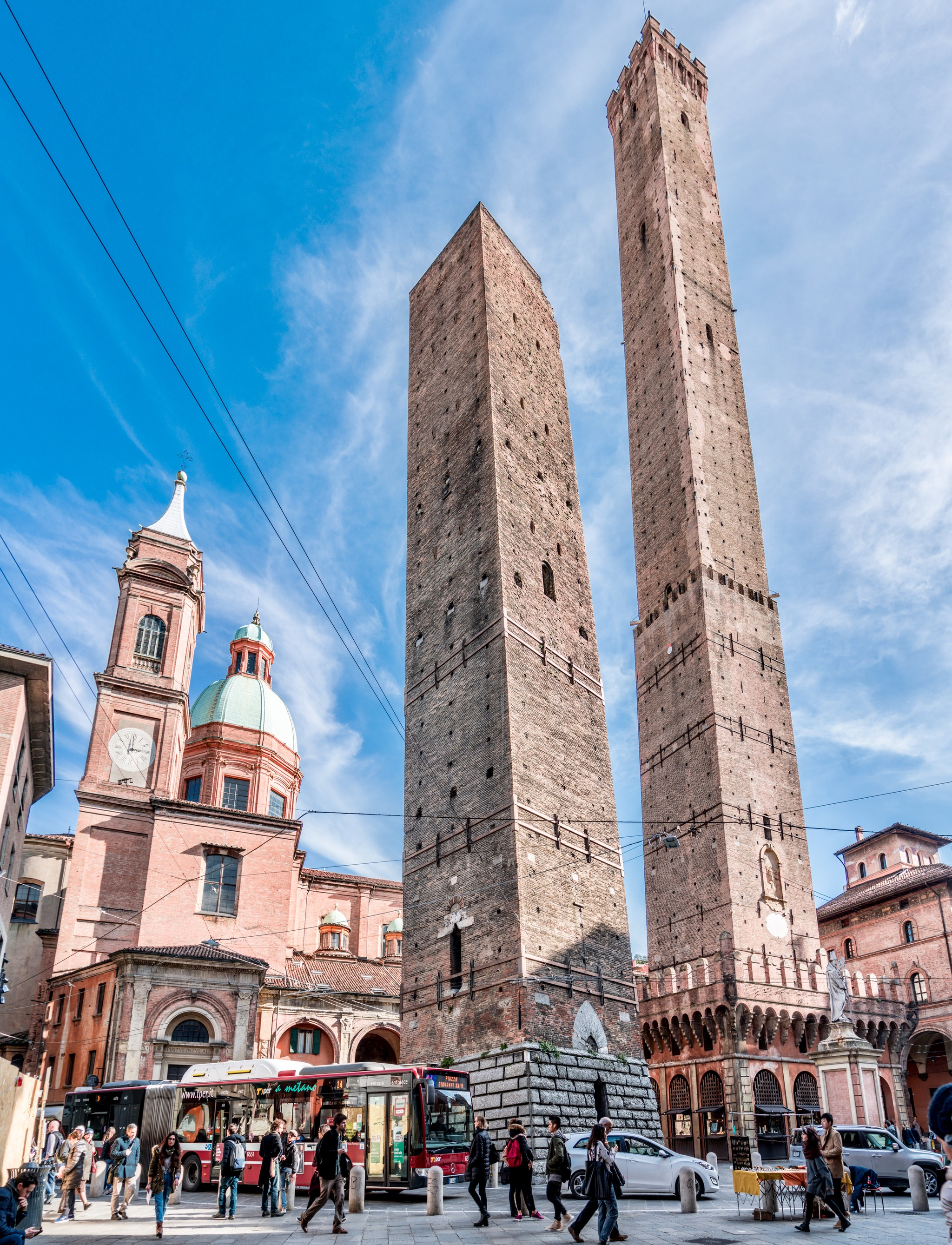
Die zwei Türme Asinelli und Garisenda in Bologna, erbaut um 1110

Gleichwohl behielten diese adligen Familien anfangs ihre ritterliche, fehdegewohnte Lebensweise bei und brachten zwischen 1150 und 1250 mit ihren Geschlechtertürmen die fortifikatorische Bauweise von Wehr- und Wohnburgen in die Enge innerstädtischer Gassen. Bürgerliche Kaufleute und Bankiers versuchten mitzuhalten und errichteten sich ebenfalls Türme. Je höher der Turm einer Familie gebaut wurde, desto höher war das Ansehen dieses Geschlechts. Oft waren die Türme an Häuser oder Palazzi angebaut, die in Friedenszeiten als Wohnsitz dienten. Geschlechtertürme nach italienischem Vorbild entstanden auch in deutschen Städten.
Im Hochmittelalter war der Begriff des Adels noch mehrdeutig und das Verhältnis zwischen städtischem Patriziat und der Ministerialität eines fürstlichen oder bischöflichen Stadtherrn blieb dynamisch. Fernhändler bürgerlichen und ritterlichen Ursprungs verschmolzen bald zur Kaste der Patrizier, was auch nördlich der Alpen, etwa im Nürnberger Patriziat, geschah. Die Patrizier besetzten den Stadtrat und versuchten, den Zugang zu den Ämtern der Stadtregierung auf „ratsfähige Geschlechter“ zu beschränken. Während sich im deutschen Teil des Heiligen Römischen Reichs im Spätmittelalter jedoch eine Standesrivalität zwischen Landadel und städtischen Patriziern aufbaute, da die „Pfeffersäcke“ in den Augen des Adels ihre etwaige ursprünglich „ritterliche Lebensweise“ sowie das Konnubium mit den ritterbürtigen Familien aufgegeben und dadurch ihre Standeszugehörigkeit „verwirkt“ hatten, blieb in Italien dieses Verhältnis dynamisch. Patrizierfamilien erwarben ebenfalls Grundherrschaften mit Hintersassen und erbauten sich im Umland der Städte Herrenhäuser. Dem Lehnsadel im übrigen Europa hingegen war Handels- oder Gewerbebetätigung bei Androhung des Standesverlustes untersagt. Auch war der Aufstieg in den Ritterstand in Italien leichter, hier konnten – anders als in Deutschland oder Frankreich – sogar Handwerker den Ritterschlag erhalten, worüber sich schon Otto von Freising in seinen Gesta Friderici um 1160 erstaunte.
In den italienischen Kommunen regierten, ähnlich den Konsuln in der antiken Römischen Republik, auf kurze Zeit gewählte Podestàs mit Unterstützung eines Stadtparlaments, meist Senat genannt. Dadurch kam es in den meisten Städten entweder gar nicht oder erst spät (in den Wirren und Kämpfen zwischen Ghibellinen und Guelfen nach 1250) zur Alleinherrschaft, der sogenannten Signoria. Dabei schwang sich ein meist zunächst gewählter Podestà zum Stadtherren (Signore) auf und versuchte, eine erbliche Dynastie zu begründen. Die Signori konnten entweder Angehörige markgräflicher Häuser sein, wie die auf die Obertenghi zurückgehende Familie d’Este, die nach mehreren Generationen als Podestàs 1264 Signori und 1471 Herzöge in Ferrara und Modena wurden, oder aufgestiegene Rittergeschlechter wie die Gonzaga, die 1329 kaiserliche Vikare, 1433 Markgrafen und 1530 Herzöge von Mantua wurden. Ähnlich entwickelten sich die Visconti in Mailand um 1280 aus kaiserlichen Reichsvikaren zu Podestàs und Signori, 1395 zu Herzögen der Lombardei und wurden 1447 beerbt von den Sforza. Vereinzelt gelang es auch städtischen Familien aus dem spätmittelalterlichen Kaufmannsstand, wie den Medici in Florenz, Signorien und später Monarchien zu begründen, in diesem Fall 1530 das Herzogtum Toskana, oder den Scaligern als Herren von Verona von 1260 bis 1387. Allerdings erlangten sie andauernde und erbliche Herrschaft über eine Signoria meist nur gegen den Widerstand ihrer Rivalen, oft auch mit jahrzehntelangen Rückschlägen und Verbannungen. Hatten sie einmal ihre Alleinherrschaft durchgesetzt, ließen sie sich diese rechtlich legitimieren, indem sie sich als Vasallen dem Kaiser oder dem Papst unterordneten, wenn auch meist eher nominell, und dafür den Herzogstitel erhielten. Viele Familien blieben aber auch als Signori offiziell nur Podestàs oder Vikare, so die Malatesta in Rimini.
Ein weiteres prägendes Phänomen ist, dass die durch Handel erheblichen Wohlstand akkumulierenden städtischen Führungsschichten ihren Besitz im Umland zu Lasten der mittelalterlich-feudalen Grafschaften und Baronien ausdehnten, so dass diese schließlich immer kleiner und an die Peripherie gedrängt wurden. So kam es, dass manch alte Markgrafen- oder Grafengeschlechter im fortschreitenden Mittelalter oft nur noch über unbedeutenden Landbesitz verfügten. So beherrschten die Malaspina ursprünglich große Teile der ligurischen Küste, zersplitterten sich dann aber stark und wurden schließlich von den Küstenstädten entmachtet oder verdrängt; ähnlich die Guidi, ursprünglich um 923 Pfalzgrafen der Toskana, von der Stadt Florenz.

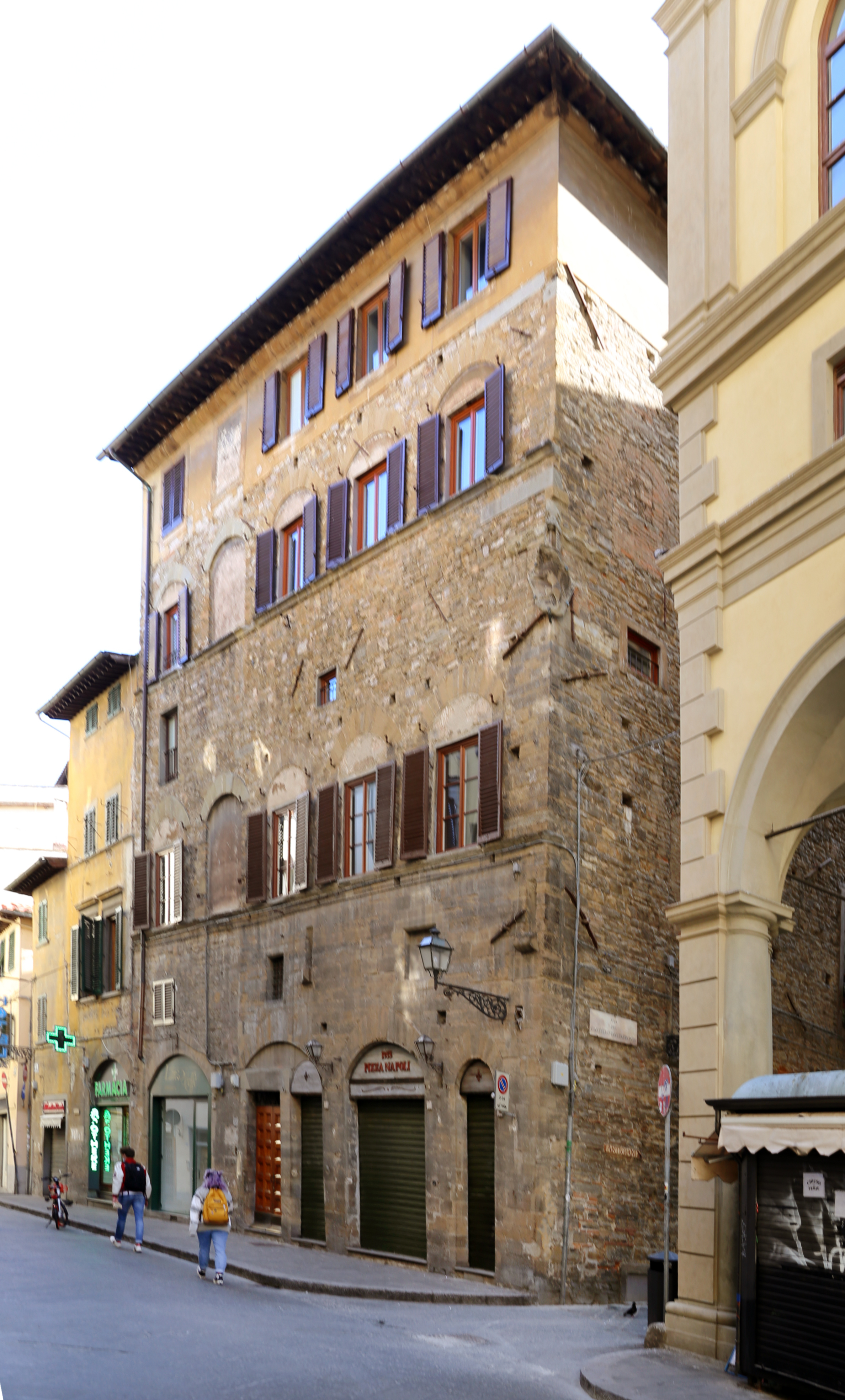
Palazzo Fagni in Florenz: ein typisches Patrizierhaus um 1330

Demgegenüber stiegen die patrizischen Kaufleute im Spätmittelalter durch wachsenden Landbesitz in quasi-adligen Stand auf, indem sie – zumeist ohne Titel – das Leben großer Herren führten, ähnlich den „Pfeffersäcken“ in den ebenfalls republikanisch regierten Hansestädten des Nordens. Teilweise besannen sie sich auch auf ihren ursprünglichen Ritterstand zurück – darin den consularischen Familien des antiken Roms ähnelnd –, teilweise erwarben sie alte Feudallehen, die mit Barons-, Grafen- oder Markgrafentiteln verbunden waren und ließen sich die „Investitur“ gegen Zahlung durch den nominellen Lehnsherrn (meist einen Bischof, seltener den Kaiser) bestätigen. In der Neuzeit bestand auch die Möglichkeit, kaiserliche, päpstliche oder französische Adelsbriefe zu erwerben, die nicht mit Lehnsbesitz verbunden waren.
Auf diese Weise gelangten einige dieser Kaufmanns- und Bankiersfamilien bis hinauf in den Fürstenstand, sei es als regierende Dynasten wie die Medici im Großherzogtum Toskana, oder als nicht-regierende Titularfürsten wie die Odescalchi, Chigi oder die Borromeo. (Nördlich der Alpen wären für Letzteres die Fugger, Eggenberg oder Paar vergleichbare Beispiele, während die Thurn und Taxis ihren kaufmännischen Aufstieg anfänglich ebenfalls in der Lombardei nahmen.) Zu den größten Bankiers Europas gehörten im 14. Jahrhundert die Florentiner Familien Bardi und Peruzzi.
Diese Entwicklung verlief in allen bedeutenderen Teilstaaten Norditaliens ziemlich ähnlich, mit Ausnahme Savoyens, das im französisch geprägten, traditionellen Feudalismus verharrte, und des Kirchenstaates, wo ein exzessiver Nepotismus herrschte und die Päpste ihre eigenen Familien häufig in den Herzogsrang erhoben, ferner massenhafte Gunstbeweise in Form von Adelsbriefen und Standeserhöhungen an ihre Anhänger austeilten. Einigen päpstlichen Nepoten gelang der Aufstieg in den regierenden Hochadel, so den Della Rovere (zunächst zu Herren von Imola, Forlì und Senigallia, dann zu Herzögen von Sora und schließlich, durch Einheirat in die Familie da Montefeltro, zur Erbfolge im Herzogtum Urbino). Ähnlich erhielten die Farnese das von ihrem päpstlichen Großvater neu geschaffene Herzogtum Parma, während die Borgia nach raschem Aufstieg bald scheiterten.

## Reichsitalien

Italien um 1494

Der norditalienische Hochadel, die regierenden Herzöge in den zu Monarchien gewordenen Signorien, bezog seine regierende Stellung im Wesentlichen aus Fahnenlehen des Heiligen Römischen Reichs. Die kaiserlichen Lehen wurden als Reichsitalien bezeichnet, die regierenden Häuser dieser Territorien zählten damit zu den Reichsfürsten. Der kaiserliche Besitz, vor allem in Oberitalien, zerfiel seit dem Hochmittelalter in zahlreiche Lehen des Reiches. Darunter waren zehn größere Gebiete und etwa 250 kleinere Lehen. Im Reich war der Erzbischof von Köln als Reichserzkanzler für Italien zuständig, zu den Lehnsnehmern des Reiches und damit zu den Reichsfürsten zählten damit Häuser wie die Este (seit 1452 im Herzogtum Modena), die Medici (seit 1575 im Großherzogtum Toskana), die Gonzaga (seit 1433 im Herzogtum Mantua), die Ludovisi (im Fürstentum Piombino) oder die Doria (seit 1760 in Torriglia). Das Herzogtum Savoyen (im Piemont) gehörte zumindest bis zur Erhebung zum Königtum 1720 zu Reichsitalien; das Land hatte insofern eine Sonderrolle, weil es zum oberrheinischen Reichskreis gehörte und Sitz sowie Stimme im Reichstag hatte. Während sich die Republik Venedig aus der Einflusszone des Reiches zumeist heraushalten konnte, gehörte die Stadtrepublik Genua offiziell dazu, obwohl ihre Dogen dies häufig bestritten und faktisch lange Zeit unter der Herrschaft Frankreichs standen.

## Adel des Heiligen Stuhls
Im mittelitalienischen Kirchenstaat gab es Feudal- wie auch Briefadel, ähnlich wie im Heiligen Römischen Reich. Bis in die Gegenwart können der Heilige Stuhl (als partikuläres Völkerrechtssubjekt nicht mit dem Staat Vatikan zu verwechseln) und die Republik San Marino Adelswürden verleihen. Beim Heiligen Stuhl wird das aber seit dem Pontifikat Johannes XXIII. nicht mehr praktiziert. In Artikel 41 des Konkordats zu den Lateranverträgen von 1929 hat sich die italienische Regierung verpflichtet, alle seit 1870 verliehenen päpstlichen Adelstitel anzuerkennen. In einem Dekret hat dies der italienische Staatspräsident 1961 in Bezug auf 115 päpstliche Verleihungen seit 1870 sowie auf 30 weitere seit 1827 (Motu proprio) bestätigt.

## Adel in Süditalien
In den Königreichen Neapel und Sizilien blieb das Lehnswesen intakt und es gab nur kleinere Handelshäfen, sodass ein städtisch-kaufmännisches Patriziat machtpolitisch kaum eine Rolle spielte. Allerdings waren es Kaufleute aus Amalfi, die den – in der Neuzeit – für den Adel Italiens und Deutschlands so bedeutsam gewordenen Hospitalorden der Malteser und Johanniter 1048–1113 in Jerusalem gründeten.

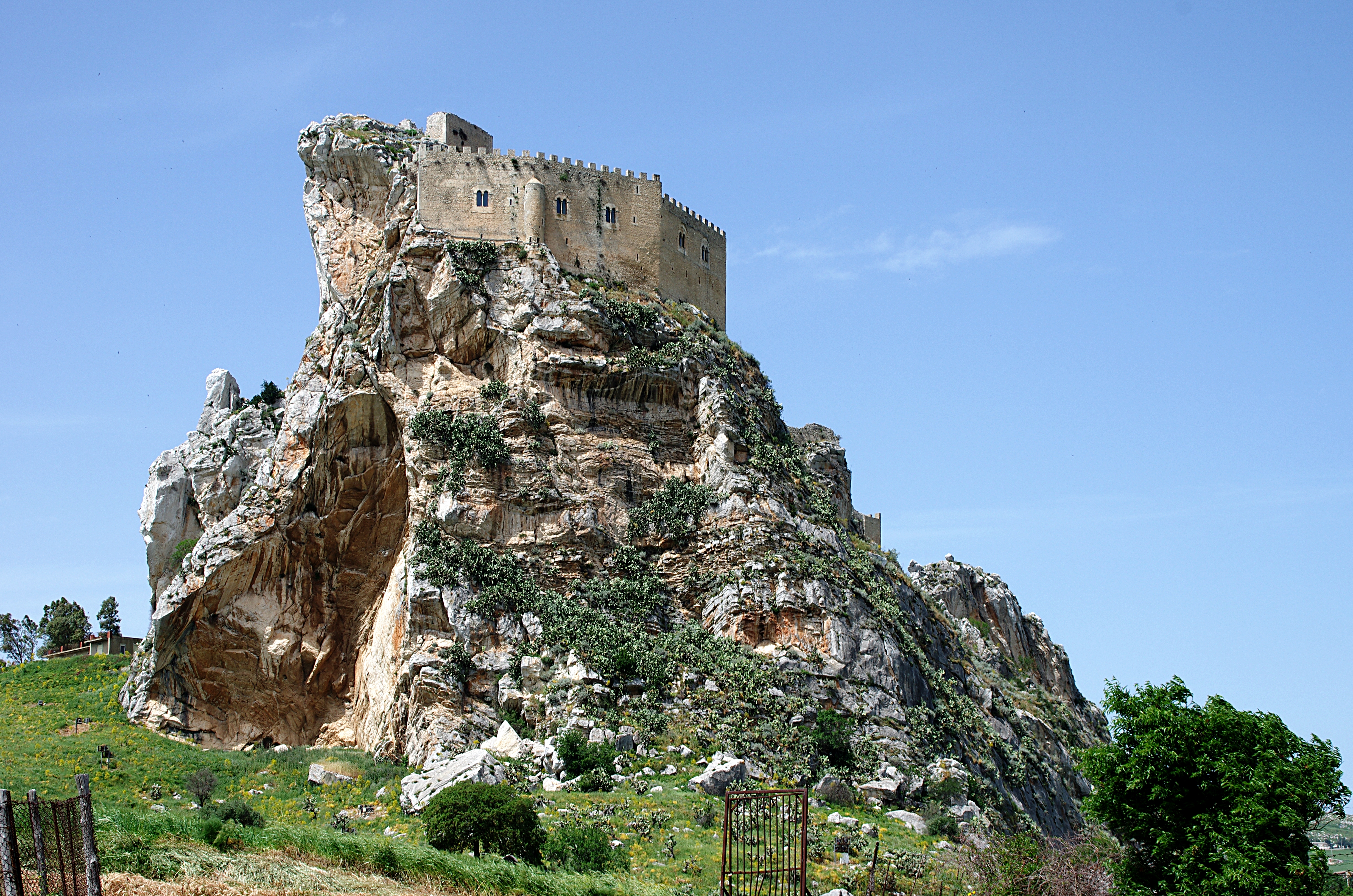
Castello Mussomeli, eine Adelsfestung auf Sizilien (um 1370)

In beiden Königreichen herrschten spanische Dynastien (Haus Barcelona-Aragón, Haus Trastámara-Aragón-Neapel und die habsburgische Casa de Austria), daher galt spanisches Adelsrecht. Danach fielen beim Aussterben des Mannesstammes einer Familie (oder einer Linie) die Lehnsbesitze und die damit verbundenen Titel nicht, wie in Nord- und Westeuropa nach salischem Recht, an den Lehnsherren zurück, der sie dann (gegen militärische Gefolgschaft, Verwaltungsdienste, politische Unterstützung oder Zahlung) neu vergeben konnte, bisweilen auch an Günstlinge niederer Abkunft, die auf diese Weise aufstiegen. Vielmehr wurden die Lehen nach spanischem Recht stets automatisch auch über die weibliche Linie weitervererbt. Dadurch entstanden über die Jahrhunderte gewaltige Besitzanhäufungen in dem relativ kleinen Kreis der alten, ursprünglich teilweise noch normannischen, teilweise mit den Dynastien eingewanderten spanischen oder französischen Familien. Auch hier kamen gelegentlich die norditalienischen Kaufleute zum Zuge. Dieser Besitzakkumulierung wirkte zwar das Prinzip der Realteilung zwischen Geschwistern entgegen; infolge prinzipiell ebenbürtiger Eheschließungen führte dies aber hauptsächlich zur Rotation und zu ständig neuen Besitzkonstellationen innerhalb des engen Zirkels. Aufsteigern machte es dieses geschlossene System – im Gegensatz zur norditalienischen Kommune – schwer, sofern ihnen nicht die Einheirat gelang, was aber ausgeprägter Standesdünkel zumeist verhinderte. Die Könige wiederum hielten sich dadurch schadlos, dass sie auch kleinste ländliche Grundbesitze – gegen Zahlung – zu Baronien, Grafschaften oder Fürstentümern aufwerteten. Dies führte durch die spanisch-rechtliche weibliche Erbnachfolge über die Jahrhunderte zu geradezu schleppnetzhaften Titelanhäufungen. (Den Weltrekord hält gegenwärtig die spanische Herzogin von Medinaceli mit 43 Titeln.) Der „Titelwahn“ der sizilianisch-neapolitanischen Familien wurde – anstelle der Lehnsvergabe – zur Einnahmequelle für die Landesherren. Der sizilianische Adel selbst bezog seinen Wohlstand aus den Landgütern im Landesinneren der Insel, das infolge der Frühjahrsregen sehr fruchtbar ist und überwiegend an Bauern verpachtet war. Die Landgüter (Ville) und städtischen Palazzi sind teilweise bis heute im Besitz der alten Familien.
Der Brauch der Titelsammlung galt in ähnlicher Weise für die päpstlich-römischen Adelshäuser. So führte das Oberhaupt der Familie Borghese, Livio (* 1874), in den 1930er Jahren folgende Titelkette: „11. Fürst von Montecompatri, 11. Fürst von Sulmona und Vivaro, 10. Fürst von Rossano, 5. Herzog von Canemorte, 11. Herzog von Palombara, 5. Herzog von Castelchiodato, 11. Herzog von Poggionativo, 11. Markgraf von Mentana, Norma, Civitella, Pratica, Moricone und Percille, 11. Graf von Valinfreda, 11. Baron von Cropalati, 11. Herr von Scarpa, Edelmann von Rom, Patrizier von Venedig, Neapel und Genua, Herr von … (noch elf weitere Titel)“. Sein ältester Sohn Flavio (* 1902) hieß zu Lebzeiten des Vaters nur „12. Fürst von Sulmona“. Prinz Livios Bruder Rodolfo durfte sich nur „Prinz von Nettuno“ nennen. Von den italienischen Fürsten- und Herzogsfamilien haben bis heute etwa 25 überlebt.
Die sogenannten „Sieben Großen Häuser des Königreichs Neapel“ waren die Acquaviva, Celano, Evoli, Marzano, Molise, Ruffo und Sanseverino. (Die Häuser Evoli, Marzano und Molise sind heute erloschen.) Zu den „Unterstützern der Sieben“ gehörten die Familien d’Aquino, del Balzo und Piccolomini.
Zu den führenden Adelsfamilien im Königreich Sizilien gehörten die Alagona, Alliata, Chiaramonte, Filangieri, Gravina, Lancia, Moncada, Notarbartolo, Palizzi, Paternò, Spucches, Stagno, Tomasi di Lampedusa, Princigalli, Valguarnera und Ventimiglia.

## Adlige Rangstufen in Italien
Nach der Entstehung des Königreiches Italien unter dem Haus Savoyen, das seine Wurzeln im Herzogtum Savoyen, einem feudalen Territorialstaat des arelatischen Teils des Heiligen Römischen Reiches hatte und sich lange Zeit über später französische, schweizerische und italienische Gebiete erstreckte, kam nordeuropäische Adelstradition auch in die adelsrechtlich und -historisch bislang anders strukturierten Teile Italiens.
1861 wurde der alte Adel bestätigt und durch neue Adelsbriefe nach den üblichen Rangstufen kreiert, wobei die Vorschläge für gewöhnlich von der Regierung unterbreitet wurden. Beispiele für in der Zeit nach dem Ersten Weltkrieg geadelte Personen sind etwa Armando Diaz (1921 als Duca della Vittoria), Paolo Thaon di Revel (1921 als Duca del Mare), Gabriele D’Annunzio (1924 als Principe di Montenevoso) sowie Guglielmo Marconi (1924 als Marchese Marconi). Adelsverleihungen wurden bis zur Abschaffung der Monarchie im Jahre 1946 vorgenommen. Die Italienische Republik schaffte 1946 den Adel ab, toleriert aber den Gebrauch von Titeln auch in amtlichen Dokumenten.
Die Rangstufen im italienischen Adel waren: Fürst (Principe), Herzog (Duca), Markgraf (Marchese), Graf (Conte), Baron (Barone) und „Herr von“ (Nobile), sämtlich geregelt durch den § 6 Art. 39 des „Regolamento per la consulta Araldica“. Diese Anordnung, besonders den Vorrang des Principe vor dem Duca, entsprach den Rangstufen in Großbritannien, Frankreich und Spanien, unterschied den italienischen Adel jedoch von den Usancen in Österreich und  Deutschland, wo ein Fürst rangmäßig unter einem Herzog stand. Wegen der hohen Zahl der betitelten Adligen im alten Stadt- und Landadel hat sich ein unbetitelter „Kleinadel“ kaum entwickeln können bzw. trug er – für seine Besitzverhältnisse – vergleichsweise hohe Titulaturen. Die zwei höchsten Titel des Principe und Duca waren nur nach dem Recht der Erstgeburt zusammen mit dem Majorat vererbbar, die jüngeren Söhne nahmen die Titel von anderen Gütern der Familie. Das war eine grundlegende Veränderung des italienischen Erbrechts, nach dem alle Kinder gleichberechtigt erbten, wie es freilich noch heute vor allem in Süditalien praktiziert wird, was allerdings zu Besitzzersplitterung und häufig zum Verfall historischer Bausubstanz führt.

## Adel in San Marino
Die kleine Republik San Marino verlieh noch in den 1970er Jahren Adelstitel, weniger an Inländer als an Ausländer für „Verdienste um den Staat“. Das Land zählte (ebenso wie der Kirchenstaat, das Königreich Portugal oder – in Deutschland – das Herzogtum Sachsen-Coburg und Gotha) zu den notorischen „Verkäufern“ von Adelstiteln.

## Patriziat und Nobilhòmini in Venedig
Die Republik Venedig nahm ihre eigene, von den anderen Regionen Italiens verschiedene Entwicklung. Sie gehörte weder zum Heiligen Römischen Reich noch unterstand sie einem König. Auch versuchte sie sich aus den Machtkämpfen zwischen Päpsten und Kaisern herauszuhalten. Sie wurde vom Großen Rat und dem von ihm bestellten Senat unter der Führung des Dogen, eines Wahlherzogs, geführt (siehe: Verfassung der Republik Venedig) und war vom 7./8. Jahrhundert bis 1797 eine reiche See- und Wirtschaftsmacht mit einem bedeutenden Kolonialreich. Der auch als Serenissima bezeichnete Stadtstaat stand unter der oligarchischen Herrschaft eines geschlossenen Kreises von Patrizierfamilien, die nicht im eigentlichen Sinne des Begriffs als adlig bezeichnet werden können, wie es sich aus der eigentümlichen geschichtlichen Entwicklung Venedigs ergibt, das stets eine Republik geblieben ist (siehe auch: Aristokratische Republik).
Stärkste Triebkräfte der Verfassungsentwicklung Venedigs waren die Verhinderung einer Erbmonarchie sowie eine fein abgestimmte Machtbalance zwischen den einflussreichen Patrizierfamilien und den einzelnen Regierungsorganen. Daher kam es nie zur Umwandlung des Stadtstaates in eine Signoria, wie fast überall sonst in Oberitalien. Alle Staatsämter, die mit Kompetenzen verbunden waren, wurden nur auf kurze Zeit vergeben, umgekehrt hatten die auf Lebenszeit bestellten Staatsorgane, wie der Doge und die Prokuratoren, kaum Kompetenzen und wurden überdies scharf kontrolliert. Beachtet wurde dabei stets das Prinzip einer sorgfältigen Austarierung von Macht und gegenseitiger Kontrolle der verschiedenen Gremien; dieses Prinzip halten Historiker für die Ursache der einzigartigen Stabilität dieses Staates im unruhigen Europa.

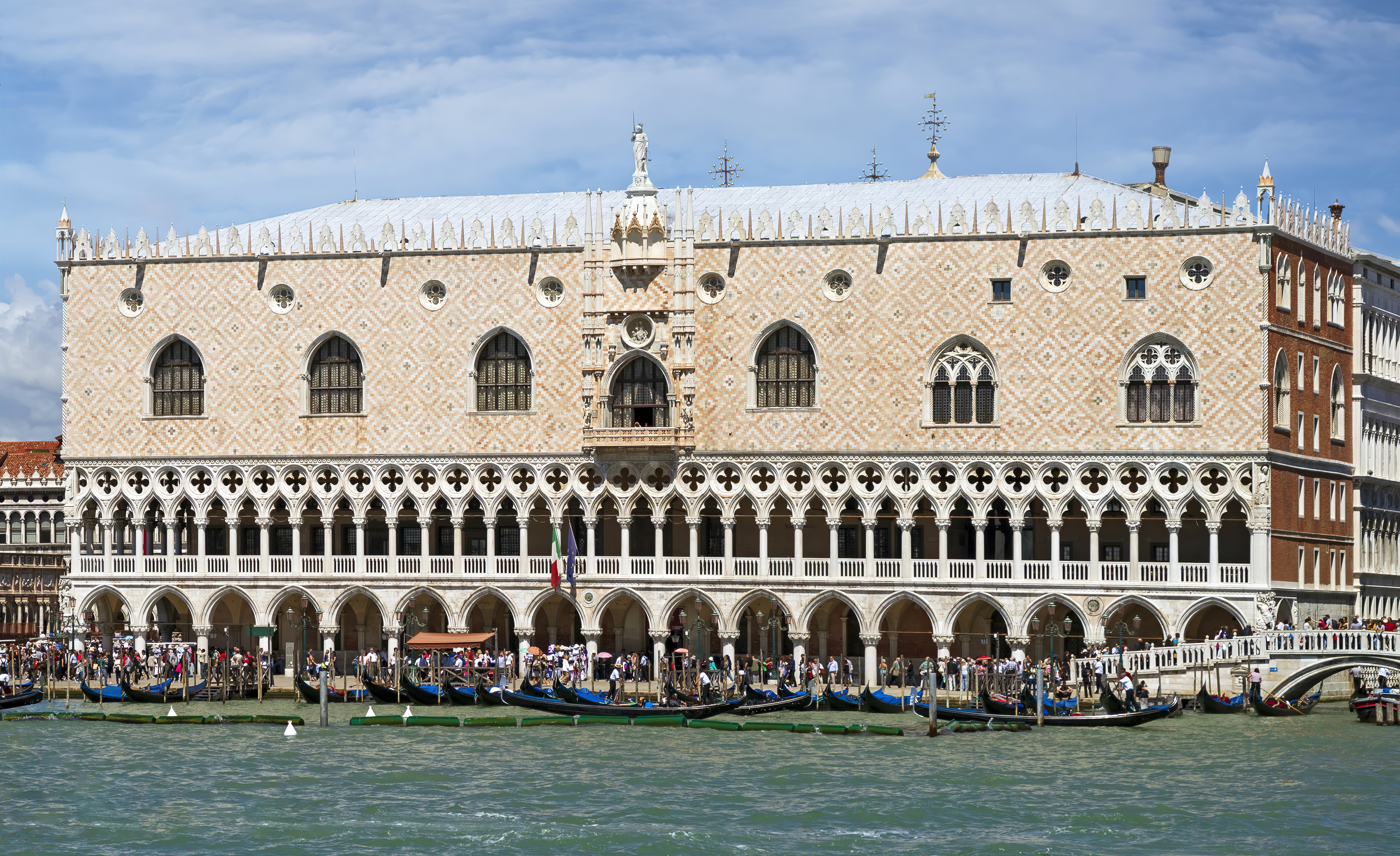
Der Dogenpalast: Sitz des Dogen und des Rates der Republik Venedig

In den ältesten Urkunden aus dem 9./10. Jahrhundert wird die Führungsschicht im „Dogado“ als nobiles, nobiliores, magnates, maiores, tribuni bezeichnet, denen die mediocres et minores gegenüberstehen. Teilnehmer an politischen Beratungen des Dogen kommen in Urkunden als boni homines vor, wobei offenbar nicht alle tribuni oder nobil(ior)es sind, also zum Teil aus einer breiteren Schicht von Aufsteigerfamilien stammen, deren Reichtum in Venedig allein aus Kaufmannstätigkeit entstand. Schon in den frühen Zeiten der Besiedelung der Lagune waren die nobiles am Handel, vor allem mit Byzanz, beteiligt. Durch Handel im 10. Jahrhundert reich gewordene Familien waren im 11. Jahrhundert etablierte Mitglieder der Oberschicht. Im 12. Jahrhundert gab es eine wohlhabende venezianische Kaufmannsschicht, aus der die zu Nobili aufgestiegenen homines novi (bzw. case nuove) kamen. Eine Chronik aus dem 14. Jahrhundert nennt zu Nobili gewordene Geschlechter des 13. Jahrhunderts einfach populares veteres oder antiqui(ores).
Nachdem die Dogen des frühen Mittelalters teils in ungeordneten Volksversammlungen, nach gewaltsamer Vertreibung oder Ermordung des Amtsinhabers bzw. im Zeichen brutaler Geschlechterkämpfe um die Vorherrschaft einer Familie gewählt worden waren und immer wieder Gewalt zwischen dem Patriziat und der Stadtbevölkerung ausgebrochen war, kam es unter dem Dogen Sebastiano Ziani zwischen 1132 und 1148 zu einer ersten umfassenden Verfassungsreform. Neben der Konstituierung des Großen Rates, des Kleinen Rates und des Rates der Vierzig wurde eine Wahlordnung erlassen, nach der der Doge nicht mehr durch die Volksversammlung, sondern durch Wahlmänner gewählt wurde und zwar in einer komplizierten Mischung aus Losverfahren und Beschlussfassungen. War der Doge in der Frühzeit der Republik noch ein unbeschränkter Herrscher gewesen, so setzte seine Entmachtung schon Anfang des 11. Jahrhunderts ein, Ende des 13. Jahrhunderts war er nur noch ein streng beaufsichtigter Repräsentant des Staates. Er durfte sich nicht mehr geschäftlich betätigen, seine Söhne keine Ämter übernehmen und auch keine Töchter fremder Herrscher heiraten. Der auf Lebenszeit gewählte Doge entstammte immer dem Patriziat, der ebenfalls auf Lebenszeit gewählte Großkanzler der Dogenkanzlei hingegen nie.
Mit der sogenannten serrata, der Schließung des Großen Rates in der Zeit ab 1297/1323, schlossen die etablierten Familien Venedigs Emporkömmlinge von den Regierungsgeschäften aus, während erwachsene, rechtsfähige Männer, die eine Abstammung aus den alten Familien nachweisen konnten und im Libro d’Oro eingetragen waren, bei Erreichen der entsprechenden Altersgrenzen Mitglied im Venezianischen Parlament, dem Großen Rat, wurden. Allerdings wurde auch den übrigen Bürgern ein hohes Maß an wirtschaftlichen Freiräumen zugestanden und Übergriffe von Staatsorganen geahndet. Folge dieser Freiheiten war ein wirtschaftliches Gedeihen weiter Kreise der Bevölkerung und eine nur selten in Frage gestellte Identifikation der venezianischen Bürger mit ihrem Staat.
Zu den noch vor der Serrata erloschenen, rivalisierenden mächtigsten Familien in der Frühzeit der Republik Venedig gehören die Partecipazio, die Candiano und die Orseolo; sie waren es, die von 810 bis zur Verfassungsreform von 1172 die meisten Dogen von Venedig stellten.

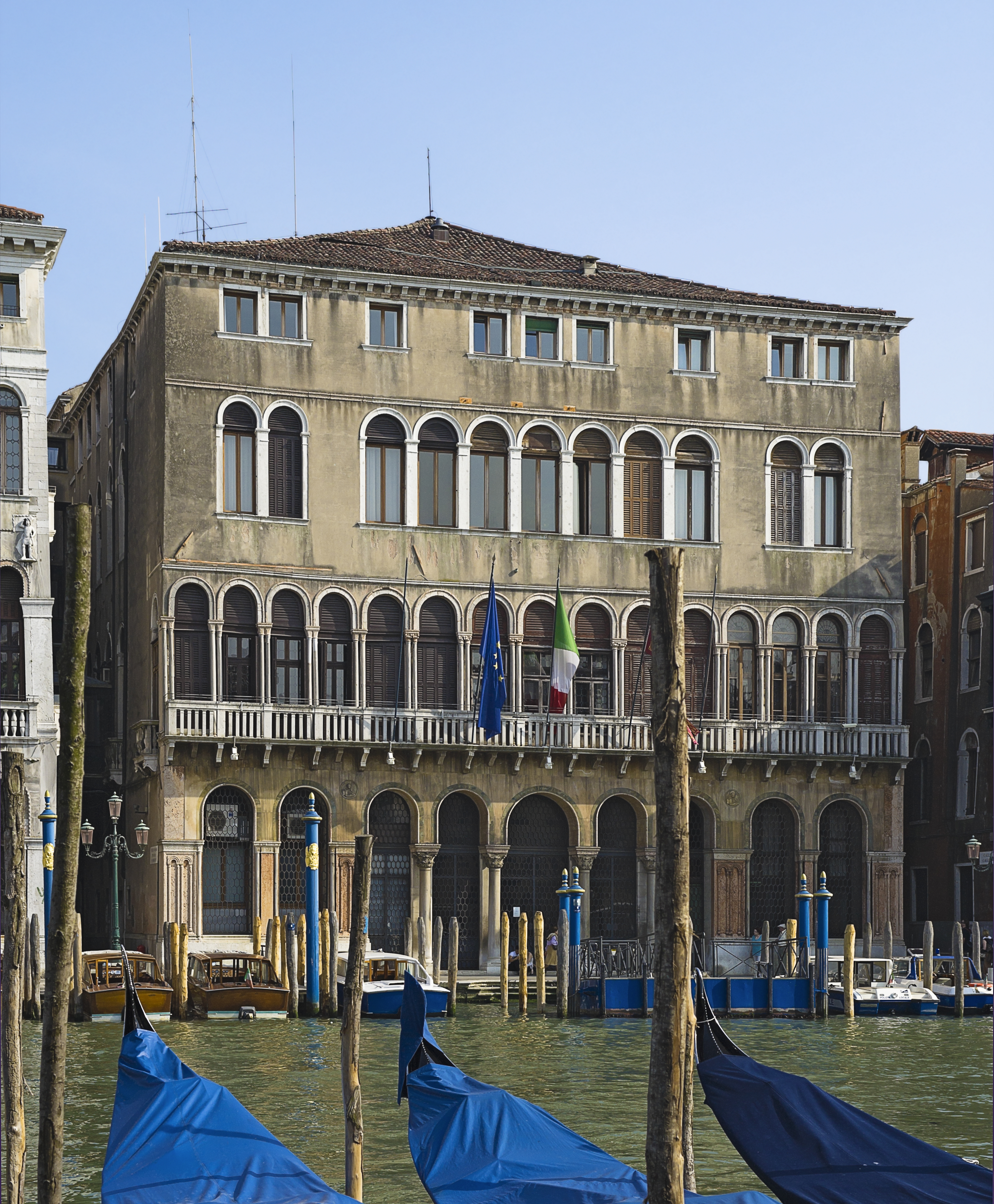
Palazzo Dandolo Farsetti, Venedig (nach 1200 erbaut durch die Familie Dandolo)

Nach der Abschließung des Rats werden in der „Pseudo-justinianischen Chronik“ um 1350 folgende 24 tribunizische Familien als case vecchie (die „Alten Häuser“) bezeichnet, eingeteilt in zwei Gruppen:
- die „Zwölf[13] Noblen Häuser Venedigs“: Badoer(-Partecipazio), Baseggio, Contarini, Dandolo, Falier, Giustinian(i), Gradenigo und Dolfin (gleichen Stammes), Morosini, Michiel, Polani und Sanudo,
- die „Zwölf noblen Häuser, die den zwölf Geschlechtern ältester Erinnerung folgen“: Barozzi, Belegno (an ihrer Stelle später die Bragadin), Bembo, Gauli (im 13. Jh. erloschen), Memmo, Querini, Soranzo, Tiepolo, Zane, Zen, Ziani (an ihrer Stelle später die Salamon) und Zorzi.

Alle übrigen Ratsfamilien wurden als Case nuove (Neue Häuser) bezeichnet. Aus diesen (oder auch aus einigen später zugewanderten Familien) rekrutierten sich aber gleichwohl einige der mächtigsten „Dogenfamilien“ der Republik, darunter jene 16 Geschlechter, die als die „herzoglichen Häuser“ (case nuove ducali) bezeichnet werden (obgleich sie diesen Rang natürlich nicht erblich, sondern nur ad personam durch Wahl eines Dogen besaßen): Die Barbarigo, Donà, Foscari, Grimani, Gritti, Lando, Loredan, Malipiero, Marcello, Mocenigo, Moro, Priuli, Trevisan, Tron, Venier und Vendramin.
Weitere 101 Familien gehörten dem Großen Rat bei seiner Schließung an und nochmals 13 wurden um 1300 aufgenommen, da sie sich zur Zeit der serrata in ihren Handelsniederlassungen in Konstantinopel (Beyoğlu) aufgehalten hatten. 1303 wurden außerdem 7 Familien aus Akkon aufgenommen, wo sich ebenfalls Niederlassungen befanden. Nach 1310 wurden 15 weitere Familien im Großen Rat zugelassen, die sich bei der Niederschlagung des Aufstands des Baiamonte Tiepolo hervorgetan hatten, der die serrata zum Anlass für einen Umsturzversuch genommen hatte. Nach dem Chioggia-Krieg 1378–1381 gegen Genua wurden 30 neue Familien aufgenommen, die so genannten case nuove („neue Häuser“). Ein letzter größerer Zugang erfolgte im Rahmen der Türkenkriege des 17. Jahrhunderts mit der Aufnahme der case novissime („neuesten Häuser“). Zulassung war in Einzelfällen, meistens unter Zahlung erheblicher Summen, möglich. Um 1200 wenig mehr als 40 Mitglieder umfassend, wuchs der Große Rat auf über 2.700 Mitglieder im Jahre 1527 an. Diese durften den Titel „Patrizier von Venedig“ führen. Ferner wurden im Lauf der Zeit 30 nicht-venezianische Adelshäuser „ehrenhalber“ aufgenommen, meist für politische oder militärische Unterstützung.
Allerdings vergab die Republik den Titel Patrizio auch an Familien, die dem Großen Rat nicht angehörten. Im 17. und 18. Jahrhundert, als der Adria-Handel und die Asien-Importe auf der Seidenstraße durch die Entdeckung Amerikas zurückgegangen waren, begann die Republik, den stolzen Titel Patrizier von Venedig zu verkaufen und die Erwerber und ihre Familien in den corpo nobiliare aufzunehmen, was mindestens 150 Kaufmannsfamilien wahrnahmen, letztlich ein großer Teil der einigermaßen erfolgreich Handel treibenden Familien. Auch sie durften nun das traditionelle N.H. (für Nobil Homo), bzw. N.D. (für Nobildonna) vor ihre Namen setzen. Da aber alle Patrizier diesen selben Titel führten, war eine Unterscheidung zwischen ältesten, quasi ur-adligen Patriziergeschlechtern und den neuesten „Listen-Patriziern“ jedenfalls nach äußeren Kriterien nicht mehr möglich.

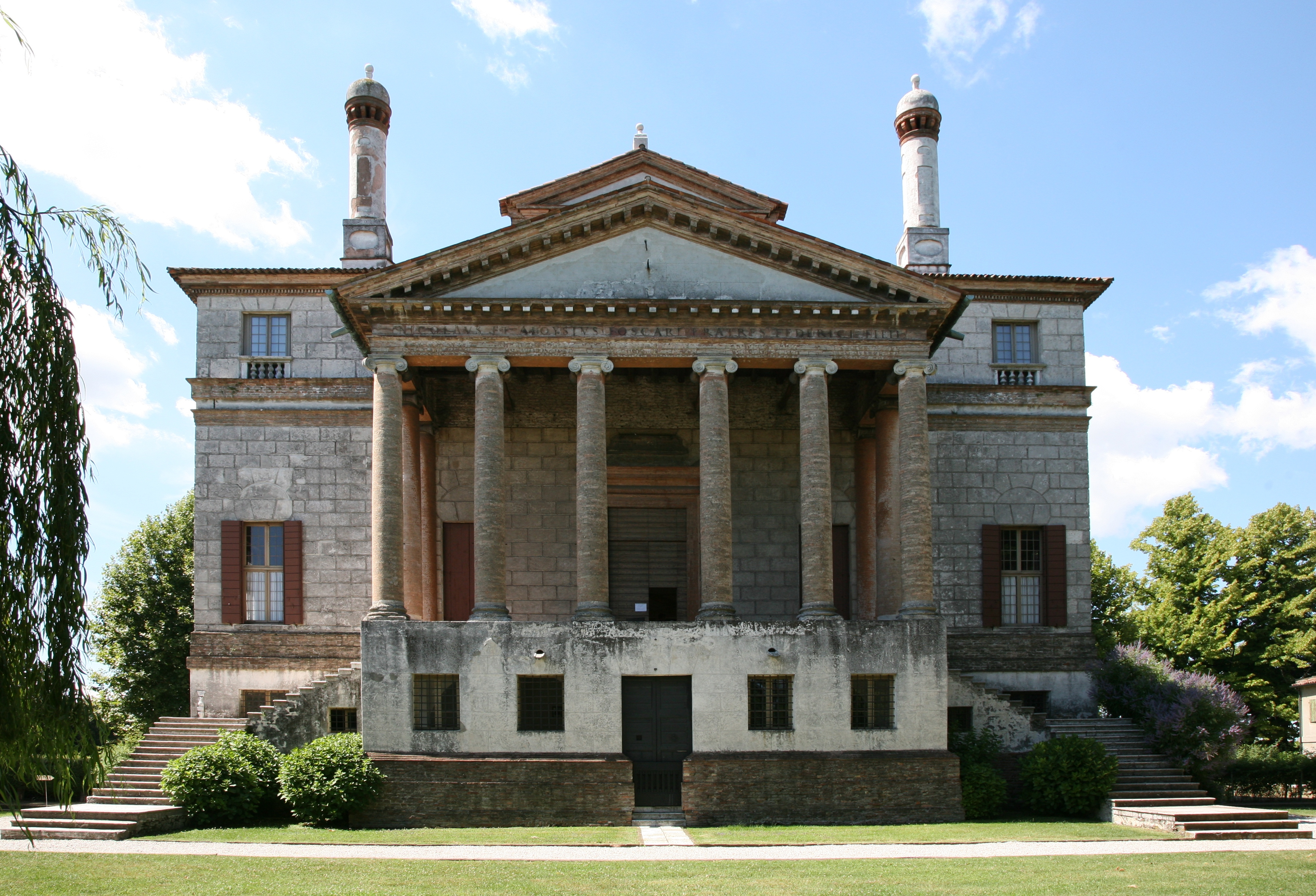
Villa Foscari am Brentakanal, ab 1550 durch Andrea Palladio erbaut

Die alten Familien erbauten und bewohnten jahrhundertelang die prächtigen Paläste in der Lagunenstadt und seit dem 15. Jahrhundert auch Villen auf der Terraferma, vor allem entlang des Brenta-Kanals. Sie lebten das Leben von handeltreibenden Aristokraten und die jeweiligen Neureichen eiferten ihnen alsbald nach. Es ist daher schwierig, die sogenannten venezianischen Nobili (Nobilhòmo, Nobilòmo oder Nobiluomo) mit dem traditionellen europäischen Adel zu vergleichen. Die nicht zum Großen Rat gehörenden Nobilhòmini glichen in ihrem Aufwärtsstreben eher dem inflationären Briefadel der späten Habsburgermonarchie, den mit Ritterwappen sich schmückenden Kommerzienräten der Zweiten Gesellschaft, wobei Letztere allerdings von einem Monarchen zur Förderung der Kaisertreue bzw. zur Vorbeugung republikanischer Umtriebe kreiert wurden, während die Nobilhòmini Bürger einer uralten Republik blieben, zu der sie sich stolz bekannten.
Wohl weil man Angehörige der Führungsschichten bis ins 19. Jahrhundert hinein in Europa nur als „adelig“ denken konnte und die venezianischen Nobilhòmini gern Ebenbürtigkeit mit dem europäischen Adel beanspruchten und sich entsprechend darstellten und auftraten – eine „grandiose historische Mimikry“ –, werden sie in der deutschsprachigen Literatur weithin als Adlige bezeichnet. Aber auch die alten und ältesten Familien der Republik waren keine Adligen im historisch definierten Sinne des Adelsstandes: Sie waren weder Lehnsherren noch Lehnsnehmer (die Mitglieder des Großen Rates durften weder Lehen – außer von der Republik selbst – noch Nobilitierungen oder sonstige Begünstigungen fremder Fürsten annehmen, ähnlich den Hanseaten – vgl. Hanseaten und Adel – oder den Regenten von Amsterdam), sie waren zu keinem Zeitpunkt Vasallen oder auch nur Untertanen eines Monarchen. Sie waren durchgehend städtische Patrizier und Kaufleute und unterschieden sich von ihren Handel treibenden Landsleuten nur dadurch, dass sie zum venezianischen Parlament, dem Großen Rat, seinen Gremien und Regierungsämtern zugelassen waren und den Dogen und alle anderen Regierungsbeamten aus ihren Reihen wählten. Auch die erzbischöflichen Stühle der Patriarchen von Venedig, Grado und Aquileia gehörten zu ihren Pfründen. Soziologisch unterschieden sie sich ansonsten nicht von mehr oder weniger erfolgreichen Cittadini (Bürgern), die nach der Schließung des Großen Rates 1297 keinen Zugang mehr in ihn hatten.
Durch den Erwerb von Landgütern auf der Terraferma, aber auch in den dalmatischen und griechischen Kolonien (Kreta, Korfu, Naxos, Zakynthos, Andros, Zypern), wo Feste Häuser in venezianischem Stil entstanden, wurde auch die Landwirtschaft zu einem wirtschaftlichen Standbein. Die Republik hatte 1204 Kreta erworben und 1383 Korfu. 1210 hatten venezianische Patriziersöhne unter der Führung von Marco Sanudo als Teilnehmer des Vierten Kreuzzugs die Insel Naxos sowie den Rest der Kykladen erobert, sie als Herzogtum Archipelagos jedoch dem Lateinischen Kaiserreich Byzanz zu Lehen angetragen und nicht der heimatlichen Republik, die erst 1418 die Oberherrschaft erwarb. In Zypern konnten die Venezianer erst 1489 den Genuesern die Oberherrschaft entreißen. Mitte des 16. Jahrhunderts gingen alle diese Kolonien an das Osmanische Reich verloren. Die venezianisch-stämmigen Familien auf den Inseln vermischten sich mit griechisch-byzantinischem Adel (Archonten), einige konvertierten zur Orthodoxie.
Die Eigenständigkeit der Republik Venedig über mehr als ein Jahrtausend war den Monarchen Europas im Grunde ein Dorn im Auge, allen voran der benachbarten Habsburgermonarchie, welcher sie ein lästiger Rivale war, der die Adria kontrollierte und die Erblande vom lukrativen Seehandel abschnitt. Die venezianischen Patrizier entwickelten durch Macht und Reichtum zugleich ein großes Selbstbewusstsein, das sich in seinen republikanischen Formen genügte. Daher setzten Napoléon und die Habsburger Kaiser während ihrer Herrschaft über Venedig (Letztere im Königreich Lombardo-Venetien von 1815 bis 1859/66) alles daran, aus den venezianischen Nobilhòmini Vasallen zu machen, indem sie einige von ihnen (z. B. die Loredan,  Manin, Vendramin oder Venier) in den österreichischen Adel aufnahmen und ihnen Grafentitel verliehen. Kaiser Franz I. von Österreich hat nach der Wiederinbesitznahme Venedigs das Wort Nobilòmo abermals unter Strafe gestellt, wie es schon 1798 geschehen war. Nach dem Anschluss Venetiens an das Königreich Italien 1866 galten auch hier die italienischen Adelstitel und solche wurden einigen der Patrizier dann auch verliehen. Zu „Adeligen“ wurden einige der Nobilhòmini aus venezianischen Patrizierfamilien somit letztlich erst durch Titelverleihungen (Adelsbriefe) der Königreiche Lombardo-Venetien und Italien im 19. Jahrhundert; zuvor waren sie bürgerliche Patrizier mit oftmals adeligem Lebensstil.
Bei Venedigs Hauptrivalen, der Republik Genua, verhielt es sich insofern etwas anders, als diese Republik offiziell Bestandteil des Heiligen Römischen Reiches blieb und dem Kaiser unterstand, der somit auch dem dortigen handeltreibenden Patriziat (wie den Doria, Grimaldi, Fieschi, Spinola, Durazzo usw.) Nobilitierungen und Rangerhöhungen zukommen lassen konnte; ferner waren die alten Feudallehen im Umland, welche von den reichen Kaufleuten häufig erworben wurden, von jeher mit Adelstiteln verbunden.

## Gegenwart
Der Adelsstand in Italien wurde mit der Monarchie – nach dem Referendum über die Abschaffung der Monarchie in Italien 1946 – durch die Verfassung der Italienischen Republik abgeschafft. Von der Republik anerkannt bleibt jedoch der päpstliche Adel. Die Adelspartikel de, di etc. wurden zu Namensbestandteilen (wie im französischen Adel), nicht jedoch die Rangbezeichnungen (Barone, Visconte, Conte, Marchese, Principe, Duca) – im Unterschied zum deutschen Adel 1919. Diese werden aber – wie es auch im historischen österreichischen Adel üblich ist oder im deutschen mit den abgeschafften Primogeniturtiteln – von den Familien inoffiziell noch geführt und in der Öffentlichkeit allgemein verwendet. Teilweise finden sie sogar wieder Eingang in offizielle Dokumente (etwa Behördenanschreiben). Dasselbe gilt für das (auch als Anrede verwendete) Adelsprädikat Don/Donna, das bestimmten höheren Adelsrängen zusteht und auch heute noch häufig, etwa in der Presse, zu lesen ist.
Das Standesbewusstsein ist bis heute sehr ausgeprägt und die Eheschließung untereinander noch üblich; auch gibt es in allen Landesteilen Vereinigungen und Clubs der Aristokratie, etwa den Circolo della caccia (Jagdzirkel) in Rom. Eine enge Bindung besteht an die katholische Kirche und ihre Ordensgemeinschaften, vor allem aber den Malteserorden. Viele ländliche Schlösser und Villen sind noch im alten Familienbesitz, freilich seltener mit großem Landbesitz ausgestattet als anderswo in Europa, was teils durch die relative Enge der von Bergen zerklüfteten Halbinsel bedingt ist, teils durch die traditionelle Erbaufsplitterung, teils durch generationenlanges Leben von der Substanz. Palazzi in Städten werden gewöhnlich von vielen Familienzweigen zugleich bewohnt. Landsitze in attraktiven Lagen werden in jüngster Zeit zunehmend verkauft und Wohnungen in den Palazzi vermietet, häufig an wohlhabende Ausländer.
Die äußerst vielfältige Gestalt der Adelstraditionen Italiens ist ein in Europa einmaliges Phänomen: der städtisch-kaufmännisch geprägte Norden, der nepotisch geprägte einstige Kirchenstaat sowie die jahrhundertelange, rückständig-feudale Fremdherrschaft im Süden. Interessant ist auch, dass in Italien die lateinische Annalen- und Urkundstradition der Antike ungebrochen fortbestand, sodass die schriftliche Überlieferung oft weit länger zurückreicht als im Rest Europas. Dadurch gibt es in Italien noch häufiger Adelsgeschlechter, die schon vor der ersten Jahrtausendwende dokumentiert sind, eine historische „Reichweite“, die in Deutschland nur die Welfen (die übrigens eine Linie der italienischen d’Este sind), die Reginare (das Haus Hessen) und die Wettiner aufbringen, im französischen Adel ebenfalls nur wenige Geschlechter (neben den Kapetingern die Häuser Gramont, Harcourt, Rochechouart, La Rochefoucauld, Rougé). Solche noch existierenden italienischen Familien aus dem frühen Mittelalter sind die Aleramiden, Caetani, Caracciolo, Castiglione, Colonna, Frangipani, Gherardesca, Guidi, Malaspina, Marescotti, Massimo, Orsini, Sanseverino oder Ventimiglia.